# سباق الجائزة الكبرى للدراجات النارية موسم 2011
سباق الجائزة الكبرى للدراجات النارية موسم 2011 كان النسخة الـ 63 من بطولة العالم التي نظمها الاتحاد الدولي للدراجات النارية. تكون الموسم من 18 سباقا بدأ بجائزة قطر الكبرى للدراجات النارية في 20 مارس وانتهى بجائزة بلنسية الكبرى للدراجات النارية في 6 نوفمبر. توج كيسي ستونر بطلا للموسم في فئة الموتو جي بي.

## النتائج
| الجولة | التاريخ   | الجائزة الكبرى                                 | الحلبة                           | الفائز بفئة موتو جي بي | الفائز بفئة موتو2      | الفائز بفئة 125 سي سي  | التقرير |
| ------ | --------- | ---------------------------------------------- | -------------------------------- | ---------------------- | ---------------------- | ---------------------- | ------- |
| 1      | 20 مارس   | جائزة قطر الكبرى للدراجات النارية              | حلبة لوسيل الدولية               | كيسي ستونر             | ستيفان برادل           | نيكولاس تيرول          | التقرير |
| 2      | 3 أبريل   | جائزة إسبانيا الكبرى للدراجات النارية          | حلبة خيريز                       | خورخي لورنزو           | أندريا يانوني          | نيكولاس تيرول          | التقرير |
| 3      | 1 مايو    | جائزة البرتغال الكبرى للدراجات النارية         | حلبة إستوريل                     | داني بيدروسا           | ستيفان برادل           | نيكولاس تيرول          | التقرير |
| 4      | 15 مايو   | جائزة فرنسا الكبرى للدراجات النارية            | حلبة دي لا سارث                  | كيسي ستونر             | مارك ماركيث            | مافريك فيناليس         | التقرير |
| 5      | 5 يونيو   | جائزة كتالونيا الكبرى للدراجات النارية         | حلبة دي كاتلونيا                 | كيسي ستونر             | ستيفان برادل           | نيكولاس تيرول          | التقرير |
| 6      | 12 يونيو  | جائزة بريطانيا الكبرى للدراجات النارية         | حلبة سلفرستون                    | كيسي ستونر             | ستيفان برادل           | جوناس فولجير           | التقرير |
| 7      | 25 يونيو  | كأس هولندا السياحية                            | حلبة أسن تي تي                   | بن سبايس               | مارك ماركيث            | مافريك فيناليس         | التقرير |
| 8      | 3 يوليو   | جائزة إيطاليا الكبرى للدراجات النارية          | حلبة موجيلو                      | خورخي لورنزو           | مارك ماركيث            | نيكولاس تيرول          | التقرير |
| 9      | 17 يوليو  | جائزة ألمانيا الكبرى للدراجات النارية          | ساتشسينرينج                      | داني بيدروسا           | مارك ماركيث            | هيكتور فاوبل           | التقرير |
| 10     | 24 يوليو  | جائزة الولايات المتحدة الكبرى للدراجات النارية | حلبة لاغونا سيكا                 | كيسي ستونر             | لم يقم سباق لهذه الفئة | لم يقم سباق لهذه الفئة | التقرير |
| 11     | 14 أغسطس  | جائزة التشيك الكبرى للدراجات النارية           | حلبة برنو                        | كيسي ستونر             | أندريا يانوني          | ساندرو كورتيز          | التقرير |
| 12     | 28 أغسطس  | جائزة إنديانابوليس الكبرى للدراجات النارية     |                                  | كيسي ستونر             | مارك ماركيث            | نيكولاس تيرول          |         |
| 13     | 4 سبتمبر  | جائزة سان مارينو الكبرى للدراجات النارية       | حلبة ميزانو الدولية              | خورخي لورنزو           | مارك ماركيث            | نيكولاس تيرول          | التقرير |
| 14     | 18 سبتمبر | جائزة أراغون الكبرى للدراجات النارية           | حلبة آراغون                      | كيسي ستونر             | مارك ماركيث            | نيكولاس تيرول          |         |
| 15     | 2 أكتوبر  | جائزة اليابان الكبرى للدراجات النارية          | حلبة موتيجي                      | داني بيدروسا           | أندريا يانوني          | جوان زاركو             | التقرير |
| 16     | 16 أكتوبر | جائزة أستراليا الكبرى للدراجات النارية         | حلبة الجائزة الكبرى بجزيرة فيليب | كيسي ستونر             | أليكس دي أنجليس        | ساندرو كورتيز          | التقرير |
| 17     | 23 أكتوبر | جائزة ماليزيا الكبرى للدراجات النارية          | حلبة سيبانغ الدولية              | ألغي                   | توماس لوثي             | مافريك فيناليس         |         |
| 18     | 6 نوفمبر  | جائزة بلنسية الكبرى للدراجات النارية           | حلبة ريكاردو تورمو               | كيسي ستونر             | ميشيل بيرو             | مافريك فيناليس         | التقرير |